# Стивенс, Конни
Конни Стивенс (англ. Connie Stevens, род. 8 августа 1938) — американская актриса и певица и секс-символ 1960-х.

## Биография
Кончетта Розали Энн Инголья (англ. Concetta Rosalie Ann Ingoglia) родилась в Бруклине в семье музыканта Питера Инголья (известного под псевдонимом Тедди Стивенс) и певицы Элеоноры Макгинли. После развода родителей она жила с бабушкой и дедушкой, а затем в католической школе-интернате, где получила образование. В 12 лет Кончетта стала свидетельницей убийства в Бруклине, после чего была отправлена в штат Миссури, где её разместили у друзей семьи.
В юности Кончетта, будучи родом из музыкальной семьи, решила связать свою карьеру с музыкой. Она взяла себе псевдоним Конни Стивенс, использовав при этом сценическую фамилию отца. Первоначально она была вокалисткой в созданном ею музыкальном коллективе «The Foremost». В 1954 году она вместе с отцом переехала в Лос-Анджелес, где год спустя вступила в состав музыкальной группы «The Three Debs». В то же время она обучалась в Школе песни и танца Джорджии Массейс, где помимо профессионального музыкального образования получила навыки актёрской карьеры, выступая в местном театре.
В 1957 году Конни Стивенс дебютировала в кино. Год спустя она появилась в одной из главных ролей в фильме Джерри Льюиса «Засыпай, мой малыш», а вскоре после этого студия «Warner Bros.» предложила ей контракт. Наибольший успех ей всё же принесли её роли на телевидении, особенно участие в детективном сериале «Гавайский глаз», где актриса снималась с 1959 по 1962 год. Персонаж певицы Крикет Блек, в исполнении Стивенс, стал настолько успешным, что одним из её поклонников стал Элвис Пресли. Популярный певец сам лично позвонил ей и пригласил на вечеринку, после которой между ними завязалась дружба, продлившаяся до самой смерти Пресли. Помимо этого успешной стала её роль в ситкоме Джорджа Бёрнса «Венди и я» в середине 1960-х.
Всё это время Конни Стивенс продолжала развивать свою музыкальную карьеру. Многие её песни, которые она часто исполняла в фильмах, где сама снималась, становились хитами и занимали высокие позиции в рейтингах Billboard. Среди них: «Blame It On My Youth», «Looking For A Boy», «Spring Is Here», «Kookie, Kookie, Lend Me Your Comb», «Sixteen Reasons» и «Too Young to Go Steady».
Помимо карьеры в шоу-бизнесе Стивенс занимается и благотворительной деятельностью, организовав проект по стипендированию американских индейцев и участвуя в деятельности организаций по борьбе с раком. Конни Стивенс является разработчиком собственной линии косметики по уходу за кожей «Forever Spring», а в середине 1990-х открыла SPA-салон в Лос-Анджелесе.
С 2005 года Стивенс занимает должность секретаря-казначея в Гильдии киноактёров США. Будучи сторонницей республиканцев, она на протяжении многих лет оказывает финансовую поддержку Республиканской партии США и её комитету в Конгрессе.
Актриса дважды была замужем. Её первым супругом был актёр Джеймс Стейси, после развода, с которым она вышла замуж за певца Эдди Фишера, ставшего отцом её двоих дочерей.
Её вклад в телевидение отмечен звездой на Голливудской аллее славы. В фильме Квентина Тарантино «Однажды в… Голливуде» её сыграла Дрима Уокер.